# Президентские выборы в Индонезии (2019)
Президентские выборы 2019 года в Индонезии прошли 17 апреля. Одновременно индонезийские избиратели выбирали парламент. Количество избирателей, имеющих право участвовать в выборах, составляло 185 миллионов человек.

## Кандидаты
Для того, чтобы стать кандидатом в президенты или вице-президенты, нужно заручиться поддержкой 20 % депутатов Совета народных представителей. Только две пары сделали это: Джоко Видодо и Мааруф Амин, Прабово Субианто и Сандиаго Уно.
Парламентские партии, поддержавшие пару кандидатов Джоко Видодо и Мааруф Амин:
- Демократическая партия борьбы Индонезии
- Голкар
- Партия национального пробуждения
- Национально-демократическая партия Индонезии
- Партия единства и развития
- Партия народной совести

Парламентские партии, поддержавшие пару кандидатов Прабово Субианто и Сандиаго Уно:
- Движение за великую Индонезию
- Демократическая партия
- Партия национального мандата
- Партия справедливости и благоденствия

#### Номинанты
- Джоко Видодо
- Мааруф Амин

- Прабово Субианто
- Сандиаго Уно

### Дебаты
В ходе выборов было проведено пять дебатов.

### Опросы
| Компания                                                            | Дата                            | Выборка | Джоко Видодо — Мааруф Амин, % | Прабово Субианто — Сандиаго Уно, % |
| ------------------------------------------------------------------- | ------------------------------- | ------- | ----------------------------- | ---------------------------------- |
| Charta Politika Архивная копия от 14 апреля 2019 на Wayback Machine | 5—10 апреля 2019                | 2,000   | 55,7                          | 38,8                               |
| SMRC Архивная копия от 13 апреля 2019 на Wayback Machine            | 5—8 апреля 2019                 | 2,285   | 56,8                          | 37,0                               |
| LSI Архивная копия от 12 апреля 2019 на Wayback Machine             | 18—26 марта 2019                | 1,200   | 60                            | 40                                 |
| SMRC Архивная копия от 21 декабря 2020 на Wayback Machine           | 24 февраля — 5 марта 2019       | 2,479   | 57,6                          | 31,8                               |
| Kompas Архивная копия от 8 ноября 2020 на Wayback Machine           | 22 февраля — 5 марта 2019       | 2,000   | 49,2                          | 37,4                               |
| LSI Архивная копия от 7 апреля 2019 на Wayback Machine              | 18—25 января 2019               | 1,200   | 54,8                          | 31,0                               |
| Median Архивная копия от 7 апреля 2019 на Wayback Machine           | 6—15 января 2019                | 1,500   | 47,9                          | 38,7                               |
| Charta Politika Архивная копия от 3 января 2021 на Wayback Machine  | 22 декабря 2018 — 2 января 2019 | 2,000   | 53,2                          | 34,1                               |
| LSI Архивная копия от 12 сентября 2020 на Wayback Machine           | 10—19 ноября 2018               | 1,200   | 53,2                          | 31,2                               |
| Median Архивная копия от 4 сентября 2019 на Wayback Machine         | 4—16 ноября 2018                | 1,200   | 47,7                          | 35,5                               |
| Kompas Архивная копия от 9 ноября 2020 на Wayback Machine           | 24 сентября — 5 октября 2018    | 1,200   | 52,6                          | 32,7                               |
| SMRC Архивная копия от 25 октября 2020 на Wayback Machine           | 7—24 сентября 2018              | 1,074   | 60,4                          | 29,8                               |
| Indikator Архивная копия от 17 сентября 2020 на Wayback Machine     | 1—6 сентября 2018               | 1,220   | 57,7                          | 32,3                               |
| Y-Publica Архивная копия от 12 сентября 2020 на Wayback Machine     | 13—23 августа 2018              | 1,200   | 52,7                          | 28,6                               |
| LSI Архивная копия от 12 сентября 2020 на Wayback Machine           | 12—19 августа 2018              | 1,200   | 52,2                          | 29,5                               |
| Alvara Архивная копия от 12 сентября 2020 на Wayback Machine        | 12—18 августа 2018              | 1,500   | 53,5                          | 35,2                               |

## Результаты
| Кандидат в президенты          | Кандидат в президенты          | Кандидат в вице-президенты     | Партия                                                                          | Голоса      | %      |
| ------------------------------ | ------------------------------ | ------------------------------ | ------------------------------------------------------------------------------- | ----------- | ------ |
|                                | Джоко Видодо                   | Мааруф Амин                    | Демократическая партия борьбы Индонезии (Partai Demokrasi Indonesia-Perjuangan) | 85 607 362  | 55,50  |
|                                | Прабово Субианто               | Сантьяго Уно                   | Гериндра (Partai Gerakan Indonesia Raya)                                        | 68 650 239  | 44,50  |
|                                |                                |                                |                                                                                 |             |        |
| Всего                          | Всего                          | Всего                          | Всего                                                                           |             | 100,00 |
|                                |                                |                                |                                                                                 |             |        |
| Действительные бюллетени       | Действительные бюллетени       | Действительные бюллетени       | Действительные бюллетени                                                        | 154 257 601 | 97,62  |
| Испорченные и пустые бюллетени | Испорченные и пустые бюллетени | Испорченные и пустые бюллетени | Испорченные и пустые бюллетени                                                  | 3 754 905   | 2,38   |
| Явка                           | Явка                           | Явка                           | Явка                                                                            | 158 012 506 | 81,93  |
| Зарегистрированные избиратели  | Зарегистрированные избиратели  | Зарегистрированные избиратели  | Зарегистрированные избиратели                                                   | 192 866 254 |        |
|                                |                                |                                |                                                                                 |             |        |
|                                |                                |                                |                                                                                 |             |        |

## Последующие события
21 и 22 мая в Джакарте произошли протесты против результатов выборов.